# Leptonema cinctum
Leptonema cinctum är en nattsländeart som beskrevs av Georg Ulmer 1905. Leptonema cinctum ingår i släktet Leptonema och familjen ryssjenattsländor. Inga underarter finns listade i Catalogue of Life.